# Clusiodes argutus
Clusiodes argutus är en tvåvingeart som beskrevs av Mcalpine 1960. Clusiodes argutus ingår i släktet Clusiodes och familjen träflugor. Inga underarter finns listade i Catalogue of Life.